# جغرافیای مغولستان

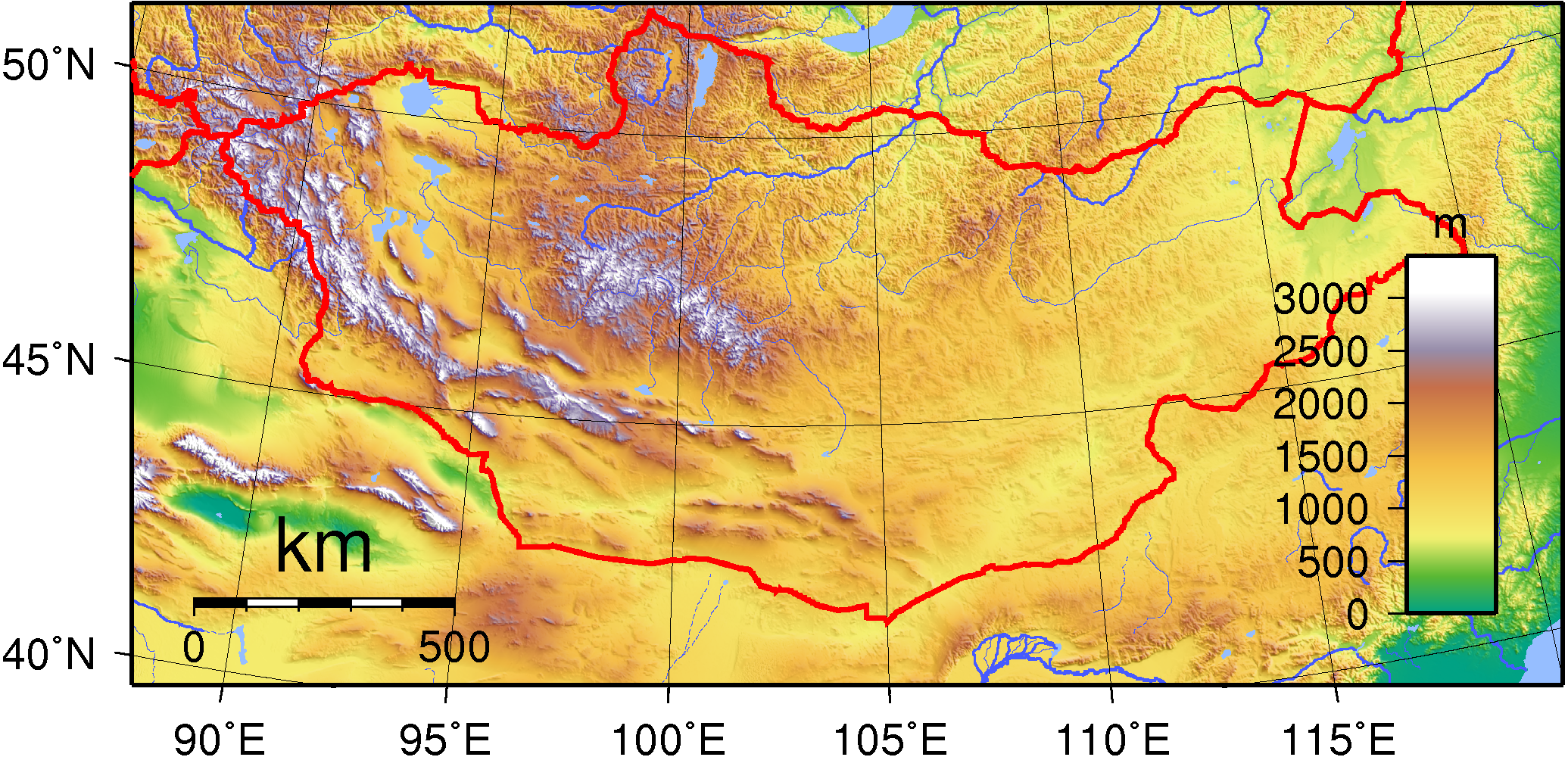
نقشه توپوگرافیک مغولستان

مغولستان در شمال آسیای میانه قرار دارد و مناطق مغول‌نشین از سوی شمال با سیبری و از جنوب با چین محصور شده‌اند.
پایتخت آن اولان باتور است. مساحت مغولستان ۱٬۵۶۵٬۰۰۰ کیلومتر مربع است.
مغولستان نوزدهمین کشور بزرگ جهان (پس از ایران) و در عین حال کم‌تراکم‌ترین کشور جهان است.
مغولستان مجموعاً ۸٬۱۱۴ کیلومتر مرز دارد که ۴٬۶۷۳ کیلومتر آن با چین و ۳٬۴۴۱ کیلومتر آن با روسیه است. به خاطر دوری مغولستان از دریا آب‌وهوای آن برّی و سرد و خشک است.
ارتفاع سرزمین مغولستان از سطح دریا بین هزار تا دو هزار متر متغیر است. قسمت‌های شمالی و غربی آن را کوه‌ها پوشانیده‌اند و کوه‌های آلتای در غرب کشور تا سیبری ادامه می‌یابند. بلندترین نقطه مغولستان کوه «تاوان بوگد» با ۴٬۳۷۴ متر ارتفاع است که در مرز با چین و روسیه قرار گرفته‌است. در قسمت جنوبی این کشور بیابان گُبی قرار دارد که تا چین ادامه می‌یابد. اکثر مناطق در این کشور تابستان‌های کوتاه و گرم و زمستان‌های بسیار سرد و پربرف دارند و اولان‌باتور، پایتخت این کشور، از نظر میانگین سالیانهٔ دما سردترین پایتخت جهان به‌شمار می‌آید. مغولستان بطور کلی کشوری سرد مرتفع و بادخیز است.
رودهای نیمه شمالی کشور پس از گذر در روسیه به اقیانوس منجمد شمالی و اقیانوس آرام می‌ریزند. رودهای نیمه جنوبی در راه خشک شده یا مقدار کمی از آب آن‌ها به شوره‌زارهای گبی وارد می‌شود.

## آب‌وهوا
مغولستان در ارتفاع واقع شده و آب و هوای سرد و خشک دارد. آب و هوای آن شدید قاره‌ای با زمستان‌های طولانی و سرد و تابستان‌های کوتاه است و بیشتر بارش در تابستان رخ می‌دهد. این کشور به‌طور متوسط ۲۵۷ روز بدون ابر در سال دارد و معمولاً در مرکز منطقه‌ای از فشار جوی زیاد قرار دارد. شمال کشور بالاترین میزان بارندگی را دارد که میانگین آن در هر سال ۲۰۰ تا ۳۵۰ میلی‌متر است. کمترین بارش در جنوب است که ۱۰۰ تا ۲۰۰ میلی‌متر دریافت می‌کند.

دسته‌بندی ناحیه‌های آب‌وهوایی مغولستان.

در منتهی‌الیه جنوب بیابان گبی قرار دارد که برخی از مناطق آن در اکثر سال‌ها هیچ بارندگی ندارند. نام گبی کلمه‌ای است مغولی به معنای کویر، فرورفتگی، مرداب نمکی یا دشت خشک مناسب شترها. برای مغول‌ها معنی «گُبی» با بیابان اصلی تفاوت دارد، گرچه این تمایز همیشه برای افراد خارجی آشکار نیست. مراتع گبی حساس هستند و به راحتی توسط چرای سنگین نابود می‌شوند، امری که منجر به گسترش صحرای واقعی می‌شود، صحرای واقعی سنگلاخی است که حتی شترهای دوکوهانه هم در آن قادر به زنده ماندن نیستند.
میانگین دما در اکثر کشور از نوامبر تا مارس زیر نقطه انجماد و در ماه آوریل و اکتبر در حدود نقطه انجماد است. شب‌های زمستان در اکثر سال‌ها می‌تواند تا منفی ۴۰ درجه سانتی‌گراد سرد شود. بیشینه دمای تابستان در منطقه گبی جنوبی به ۳۸ درجه سانتی‌گراد و در اولان‌باتور به ۳۳ درجه سانتیگراد می‌رسد.
بیشتر مغولستان پوشیده زمین‌های همیشه‌یخ‌زده ناپیوسته به‌هم است که ساخت‌وساز، جاده‌سازی و معدنکاری را دشوار می‌کند. تمام رودخانه‌ها و دریاچه‌های آب شیرین در زمستان یخ می‌زنند و رودهای کوچکتر معمولاً تا کفشان یخ می‌زند. اولان‌باتور در ارتفاع ۱٬۳۵۱ متری از سطح دریا در دره رودخانه تول قرار دارد. این شهر در شمال نسبتاً پرآب کشور واقع شده و سالانه به‌طور میانگین ۳۱۰ میلی‌متر بارندگی را دریافت می‌کند که تقریباً همه آن در ژوئیه و اوت رخ می‌دهد. میانگین دمای سالانه اولان‌باتور منفی ۲٫۹ درجه سانتی‌گراد و دوره بدون یخبندان آن به‌طور متوسط از اواسط ماه مه تا اواخر اوت ادامه دارد.
ویژگی هوای مغولستان تغییرپذیری شدید و غیرقابل پیش‌بینی بودن آن در تابستان است و در میانگین‌های چندساله‌ای که محاسبه می‌شود نوسانات گسترده در میزان بارش، یخبندان‌ها و وقوع کولاک و طوفان‌ گرد و غبار بهاری پنهان می‌ماند. چنین آب و هوایی چالش‌هایی جدی برای بقای انسان و دام ایجاد کرده است. آمارهای رسمی کمتر از ۱ درصد از کشور را به عنوان منطقه قابل زراعت، ۸ تا ۱۰ درصد به عنوان جنگل و مابقی را مرتع یا بیابان اعلام کرده است. غلات، بیشتر گندم، در دره‌های رودخانه سلنگه در شمال می‌روید، اما به دلیل نوسان‌های غیرقابل پیش‌بینی دمایی و بارشی بازده محصول آن بسیار متغیر است.

## تقسیمات کشوری
- استان‌های مغولستان